# Françoise Sagan
Françoise Sagan, s pravim imenom Françoise Quoirez, francoska pisateljica, * 21. junij 1935, Cajarc, Lot, Francija, † 24. september 2004, Honfleur, Calvados, Francija. 
Pogosto jo omenjajo tudi kot soustvarjalko francoskega filmskega Novega vala saj je sodelovala pri pisanju scenarijev in dialogov.

## Mladost in začetki uspeha
Françoise Quoirez izvira iz družine uspešnih industrialcev. Njen oče Pierre in njena mati Marie Quoirez, sta se poročila 3. aprila 1923. Françoise se je rodila leta 1935 kot tretja, Suzanne (1924) in Jacques (1927) sta bila starejša, njen mlajši brat Maurice pa je zgodaj umrl.
Odraščala je v Parizu, v 17. okrožju, boulevard Malesherbes št. 167. Omenja, da so v šoli pred poukom molili, da je pri pouku poslušala le, kadar jo je to zabavalo. »Veste, obstajajo profesorji, ki zelo dobro razlagajo matematiko, pa tudi profesorji, ki obupno slabo predavajo o filozofiji.«
»Bila sem dokaj nemogoča (avtorica uporabi izraz peklenska), tako da so me na koncu izključili. Doprsni kip Moliera sem namreč z nitko privezala k vratom, ker smo pred tem imeli posebno dolgočasno predavanje o njem. Poleg tega sem med igro z žogo nekomu, ne vem več komu, pripeljala klofuto.« Leta 1931 je njena družina zaposlila varuško, Julijo Lafon, ki je postopoma postala steber družine. Iz tega obdobje izvira avtoričino ljubkovalno ime »Kiki«.
Pisateljičina šolska leta so bila zelo razgibana. Zaradi izpadov je imela v šoli težave in starši so probleme pogosto reševali s privatnimi učitelji. Kljub temu, da ni bila zgledna dijakinja, pa je rada brala. Njeni vzori so bili Cocteau, Rimbaud, Proust, Stendhal, Flaubert, Faulkner, Hemingway, Camus, Fitzgerald, nekoliko Malraux in nato Sartre, s katerim se je kasneje spoprijateljila in je z njim redno prihajala na kosilo v znano pariško restavracijo Closerie de Lilas. Potem, ko je leta 1951 padla na maturi, se je vse poletje intenzivno pripravljala na ponovni preizkus znanja. Tokrat je bila uspešna, posebno pri preizkusu iz francoščine, kjer je prejela 17 od 20 možnih točk za spis z naslovom »V čem je tragedija podobna resničnemu življenju?«
Po opravljeni maturi se je vpisala na znano pariško univerzo Sorbono, na kateri pa ni zaključila izobraževanja. V času študija ji niso bili tuji ne alkohol ne droge. Njen starejši brat Jacques jo je vpeljal v nočne lokale na Saint-Germain-des-Pres, kjer so se zbirali mladi Parižani iz meščanskih krogov.
Leta 1954 je napisala svojo prvo knjigo, Bonjour Tristesse (Dober dan, žalost), s katero je takoj uspela, bila je izdana v 850.000 izvodih. Dve leti za tem je komaj dvajsetletna napisala novo uspešnico, Un certain sourire (Tisti njen nasmeh). Mlada avtorica pa je podlegla svojemu uspehu - obiskovala je igralnice v Monte Carlu, kjer si je priigrala velike vsote denarja, ki jih je nato zapravljala za drage športne avtomobile, hišo in prestižno nočno življenje. Navduševala se je nad Ameriko, kjer je spoznala oba svoja moža, se srečevala z avtorji, kot je Truman Capote, z igralko Avo Gardner idr.

## Kasnejše življenje
Leta 1957 je doživela hudo prometno nesrečo, kar jo je zaradi jemanja protibolečinskih teblet, kasneje vodilo k še hujši odvisnosti od alkohola in drog. Leta 1960 se je drugič poročila z Američanom Robertom Westhoffom, s katerim sta imela sina Denisa. Po hitri ločitvi je par živel skupaj še do leta 1972, v tem času je imela Françoise tudi lezbično zvezo s stilistko Peggy Roche.
V začetku 2000. let jo je mučilo šibko zdravje. Umrla je zaradi pljučne embolije. Pokopana je poleg svojega brata, staršev in Roberta Westhoffa na vaškem pokopališču v Seuzacu, nekaj kilometrov od Cajarca (Lot).

## Françoise kot pisateljica
V nemirnem času sedemdesetih se je avtorica ognila pisteljskim sporom. Napisala je okoli petdeset romanov, ki so prevedeni v 15 jezikov. Njene priljubljene teme so lahko življenje, hitri avtomobili, meščanske vile, sonce, ki se bralcu odvijajo v mešanici cinizma in čutnosti, brezbrižnosti in brezdelja.